# Ed Swillms

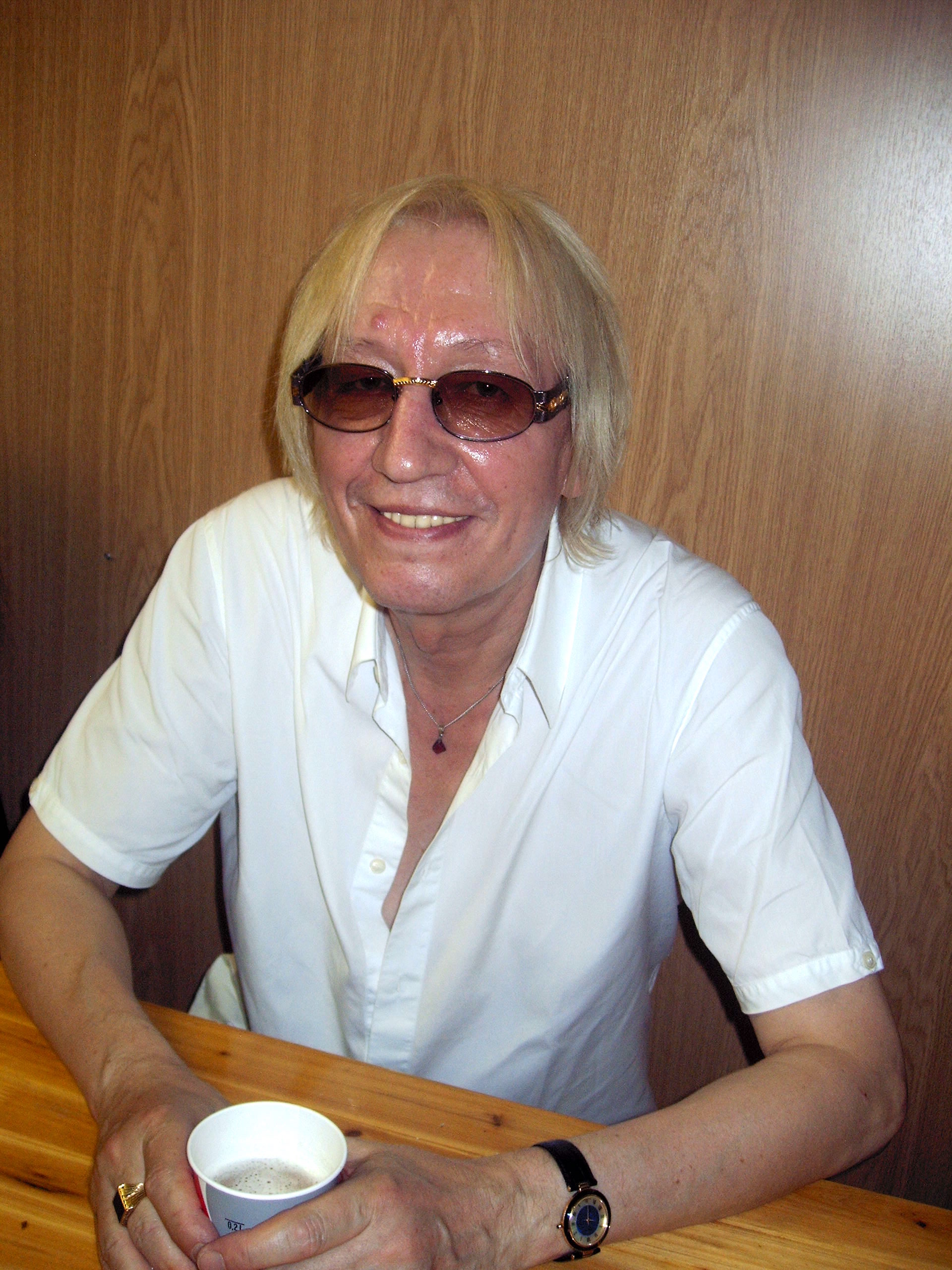
Ulrich „Ed“ Swillms (2007)

Ulrich „Ed“ Swillms (* 7. März 1947 in Berlin; † 27. Juni 2023 ebenda) war ein deutscher Komponist und Rockmusiker.

## Leben
Ulrich „Ed“ Swillms erhielt ab 1955 Unterricht an der Volksmusikschule Berlin in den Fächern Klavier, Klarinette und Cello. Von 1962 bis 1964 gehörte Swillms der Spezialklasse der Hochschule für Musik in den Bereichen Klavier und Cello an. Nach dem Studium im Hauptfach Cello und dem Nebenfach Klavier von 1964 bis 1968 schloss sich ein Besuch der Musikschule Friedrichshain mit dem Hauptfach Klavier im Bereich Tanzmusik an.
Von 1969 bis 1971 spielte Swillms bei der Gruppe Die Alexanders, wo er auch Herbert Dreilich kennengelernt hatte. Als sich die Gruppe auflöste, ging Swillms als Pianist und Komponist zur Band Panta Rhei. In der Zwischenzeit war Swillms 1973 Teil der All Star Band. Panta Rhei hatte bis zum Jahr 1974 Bestand.
Aus Panta Rhei ging die Gruppe Karat hervor, mit der Swillms als Komponist ebenfalls große Erfolge feiern konnte. Sein berühmtestes Werk Über sieben Brücken musst du gehn (1978, Text: Helmut Richter) wurde zum großen Hit der Band und sollte später auch für Peter Maffay, der den Song coverte, zum Erfolg werden. 1986 wurde Swillms zum Mitglied der Gitarreros auserkoren.
Im Jahr 1983 wurde er mit den anderen Mitgliedern von Karat mit dem Nationalpreis der DDR III. Klasse für Kunst und Literatur ausgezeichnet.
Der Erfolg brachte für Ulrich „Ed“ Swillms auch Strapazen mit sich, speziell das anstrengende Tourleben. Aus Rücksicht auf seine Gesundheit zog sich Swillms immer mehr aus der Gruppe Karat zurück. 1987 verließ er die Gruppe gänzlich und konzentrierte sich lange Zeit auf sein Privatleben. Seinen ehemaligen Bandkollegen gegenüber erklärte er, mehr Soul- und Blues-Musik machen zu wollen. Im Jahr 2003 nahm er ein Engagement als Keyboarder bei der Jonathan Blues Band an. Ab 2005 arbeitete er wieder mit der Gruppe Karat zusammen, vor allem als Berater, aber auch als Gastkeyboarder.
Zu seinen bekanntesten Werken neben Über sieben Brücken zählen Der blaue Planet, Schwanenkönig, Jede Stunde, Albatros und König der Welt.
Ed Swillms starb am 27. Juni 2023 im Alter von 76 Jahren. Seine Beisetzung fand am 7. August 2023 im engsten Familienkreis statt.

## Diskografie
- Panta Rhei, LP, 1973
- Karat, LP, 1978
- Über sieben Brücken, LP, 1979 (auch als Albatros, LP, 1979)
- Schwanenkönig, LP, 1980
- Der blaue Planet, LP, 1982
- Die sieben Wunder der Welt, LP, 1983
- 10 Jahre Karat – Auf dem Weg zu Euch (Live), LP, 1985
- Die Gitarreros Live in Concert, LP, 1987
- Fünfte Jahreszeit, LP, 1987
- Vierzehn Karat, CD, 1992
- Sechzehn Karat, CD, 1998
- Ich liebe jede Stunde, CD, 2000
- 25 Jahre – Das Konzert, CD, VHS, DVD, 2001
- 30 Jahre Karat, CD, 2005
- Ostrock in Klassik, CD, DVD, 2007
- Ostrock in Klassik Vol. 2, CD, 2009
- Karat live aus der Alten Oper Erfurt, DVD, 2013
- Die legendären Konzerte 1975 & 1978, CD, 2023

und weitere diverse Sampler und Singles.